# Alfonso Merelo
Alfonso Merelo Solá (nacido en Cádiz, 29 de agosto de 1959) es conferenciante y articulista especializado en el género fantástico. Redactor de la revista ScifiWorld. Colaborador del programa Gran Vía, sección de cine, en Huelva Televisión año 2010-2013. Colaborador del programa MasKecine en Huelva TV en el año 2010. Director del programa de radio “A través del espejo” en UniRadio de la Universidad de Huelva 2008-2011)UniRadio. Director del programa "La séptima tentación" en Uniradio. Miembro de la junta directiva de la Asociación Española de Fantasía, Ciencia Ficción y Terror desde 2006 a 2009.

## Obras

### Libros
- «Fantástica Televisión», Grupo Ajec Granada 2007 ISBN 9788496013353 .- Premio Ignotus al mejor libro de ensayo, 2008

### Capítulos de libros
- «Ucronías españolas» en “Franco: una historia alternativa”ISBN 978-84-450-7584-5. Editorial Minotauro 2006.
- «Los primeros contemporáneos y sus continuadores» en “La ciencia ficción española”# ISBN 84-931827-3-7. Editorial Robel Madrid 2000 - Premio Ignotus al mejor libro de ensayo 2003.
- «El orden Estelar. La Epopeya Galáctica de A. Thorkent» en “La ciencia ficción española”. # ISBN 84-931827-3-7Editorial Robel.  Madrid 2000

### Algunos artículos publicados
- La radionovela de ciencia ficción española: Historias para imaginar. Quaderns de philologie n.º 14. Universidad de Valencia 2010
- La historia que no fue (enlace roto disponible en Internet Archive; véase el historial, la primera versión y la última).; a propósito de “Cuatro siglos de buen gobierno” y la otra historia de Nilo María Fabra. Ubi Sunt n.º 24. Cádiz 2009. Premio Ignotus 2010
- De la historieta al cine. Revista de literatura. Centro de Comunicación y Pedagogía. Madrid 2009
- Los fantásticos cuentos de la Alhambra.  Huelva 2007
- Crónica de la HispaCon 2007 -
- Ciencia Ficción ¿qué es? Libro de notas 2006. Premio Ignotus 2007
- 2001+5 Alfa Eridani II Época n.º 3. 2006
- Crónicas marcianas. Parnaso n.º 5 Granada 2005. Premio Ignotus 2006
- Panorama actual de la ciencia ficción española. Axxon 156. 2005 -
- Marte en el cine. Galaxia  nº18. 2005
- Continuará . Galaxia n.º 16. 2005
- Ucronías en la literatura española II Galaxia n.º 12. 2005
- Filosofía y ciencia ficción: una aproximación. Parnaso n.º 3 Granada 2005 mención de honor Best Non-English Language Scholarly Essay on Fantasy in the Arts Award. -  Archivado el 10 de diciembre de 2007 en Wayback Machine.
- Ucronías en la literatura española I Galaxia n.º 11 2004. Premio Ignotus 2005
- El cine de ciencia ficción español. Fundación de Cultura Ayto. de Cádiz. 2004
- Los viajes imaginarios: antecedentes de un género. Valis n.º 14 y  2002

- Datos: Q5667010